# Livron-sur-Drôme
Livron-sur-Drôme là một xã thuộc tỉnh Drôme trong vùng Auvergne-Rhône-Alpes đông nam nước Pháp. Xã Livron-sur-Drôme nằm ở khu vực có độ cao trung bình 107 mét trên mực nước biển.